# Venuleius Saturninus
Pour les articles homonymes, voir Saturninus.
Venuleius Saturninus était un juriste de la Rome antique.
D'après Lampride, il fut élève de Papinien et conseiller d'Alexandre Sévère. Il existe un rescrit d'Alexandre à Venuleius, et un d'Antoninus (Caracalla) adressé à Saturninus dans l'année 213 ap. J.-C. ; chacun de ces deux rescrits peut avoir été adressé à Venuleius Saturninus. Ses ouvrages, tels qu'énumérés dans l'Index Florentin et apparaissant fragmentairement dans le Digeste, étaient : Decem Libri Actionum, Sex Interdictorum, Quatuor de Officio Proconsulis, Tres Publicorum ou De Publicis Judiciis, et Novemdecem Stipulationum. Le titre Venul. Libri Septem Disp. est manifestement erroné, comme cela résulte des titres des deux extraits suivants ; nous devons ou bien lire Stipulationum au lieu de Disputationum, ou bien lire Ulp. au lieu de Venul. L'ouvrage De Poenis Paganorum est attribué par erreur à Venuleius dans l'Index Florentin.
Il y a 71 extraits de Venuleius dans le Digeste.
Certaines éditions du Digeste portent «Venonius» là où d'autres portent «Venuleius ».

## Source
- Traduction de l'article de Smith, Dictionary of Greek and Roman Biography and Mythology, 1870, vol. 3, p. 726, sur Venuleius Saturninus.